# Rosicchio in picchiata
Rosicchio in picchiata (Falling Hare) è un film del 1943 diretto da Robert Clampett. È un cortometraggio d'animazione della serie Merrie Melodies, prodotto dalla Leon Schlesinger Productions e uscito negli Stati Uniti il 30 ottobre 1943, distribuito dalla Warner Bros. A partire dal 1997, il corto è più noto in Italia col titolo Gremlins dell'aria. Oggi è di pubblico dominio, poiché non ne è stato rinnovato il copyright.

## Trama
In una base delle USAAF, Bugs Bunny è disteso su una bomba leggendo un libro sull'aviazione, e scoppia a ridere quando legge dei gremlin che saboterebbero gli aerei statunitensi. In quel momento, proprio un gremlin inizia a dare martellate alla bomba su cui sta Bugs per farla esplodere. Vedendolo in difficoltà, Bugs gli prende il martello per aiutarlo, ma si rende conto di cosa sta per fare appena in tempo per fermarsi. Quindi, capite le intenzioni del gremlin, lo insegue fino all'interno di un aereo. Il gremlin lo chiude dentro e fa partire l'aereo. Bugs, dopo essere riuscito a vanificare i tentativi del gremlin di buttarlo giù dall'aereo, si mette alla guida del velivolo per passare tra due edifici, ma poi ne perde il controllo. L'aereo entra in vite e cade in picchiata a velocità sempre maggiore, perdendo addirittura le ali. Tuttavia la benzina finisce, e l'aereo si ferma a poca distanza dal suolo rimanendo sospeso a mezz'aria.

## Distribuzione

### Edizione italiana
Il corto fu distribuito nei cinema italiani il 19 maggio 1949, in lingua originale. Fu doppiato in italiano intorno al 1987 a Milano. Il corto fu ridoppiato 10 anni dopo, intorno al 1997 dalla Royfilm per la trasmissione televisiva. Non essendo stata registrata una colonna sonora senza dialoghi, in entrambi i casi nelle scene parlate la musica fu sostituita.
Essendo caduto nel dominio pubblico, il corto ha avuto diversi doppiaggi effettuati per le trasmissioni su TV private e per edizioni home video non ufficiali. Di questi, se ne identifica uno in cui Bugs Bunny ha la voce di Sergio Luzi.

### Edizioni home video
Il corto è incluso nel disco 4 della raccolta DVD Looney Tunes Golden Collection: Volume 3, dove è visibile anche con un commento audio di John Kricfalusi e Bill Melendez.